# کلنچینو
کلنچینو (به لهستانی:  Klęcino) یک منطقهٔ مسکونی در لهستان است که در گمینا گوووچتسه واقع شده‌است.
 کلنچینو  ۲۵۰ نفر جمعیت دارد.